# アレグザンダー・キャンベル (牧師)

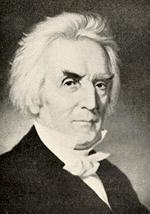
アレグザンダー・キャンベル（1855年頃）

アレグザンダー・キャンベル（Alexander Campbell、1788年9月12日 - 1866年3月4日）は、アメリカ合衆国の牧師である。アメリカの第二次大覚醒の最中、父トマス・キャンベルとともに、歴史上「聖書復帰運動」（または「バートン・キャンベル運動」）と称される改革運動の指導者として活動し、聖書（特に新約聖書）に重きをおく無宗派のキリスト教会（ディサイプルス）の発展に寄与した。

## 生涯
1788年9月12日、アイルランド王国北部のアントリム県バリミーナに生まれた。父のトマスは妻と息子アレグザンダーを北アイルランドに残して1807年にアメリカに移り住み、牧師として活動していた。
やがてアレグザンダーも母とともに父トマスの後を追ってアメリカに移住し、父のキリスト教改革運動に携わることになるが、アレグザンダーは既にスコットランドのグラスゴー大学においてキリスト教の改革運動に影響を受けていたとされる。その運動は原初的なキリスト教への回帰を目指すとともに、新約聖書を重要視するものであった。またアレグザンダーはジョン・ロックの思想にも影響を受けていた。
一方、父のトマスはアメリカで独自に改革運動を行い、「教派の否定」「信徒の一致」「聖書のみに従うこと」を訴え、長老派教会から脱退勧告を受けていたが、そのことを全く知らないアレグザンダーの方は、父と同じく長老派教会の牧師となったものの、教会が信徒を教派の名のもとに支配する現状に苦悩していた。そこでアレグザンダーは聖餐式を自主的に行わないことにし、しばらく悶々とした日々を過ごしたが、父のいるアメリカへ移住することで、事実上、長老派教会から離れる決意をした。そしてアメリカで父と合流した後、父の改革運動を目にし、父がまとめた『ワシントン・クリスチャン協会の宣言および提言』を読むことで、今後の伝道のビジョンを明確にした。
1811年、トマスらのワシントン・クリスチャン協会のメンバーは、ブラッシュランと呼ばれた小川の近くにブラッシュラン教会を設立した。ブラッシュラン教会においては、牧師と平信徒の区別は存在せず、長老、執事、伝道者などの役職を信徒のうちから選んだ。アレグザンダーは教会の指導者として活躍するとともに、同年結婚し、義父が経営する農場で働き始めた。
1815年、ブラッシュラン教会は教会周辺のバプテスト教会連合体（通称「レッドストーン」）との協力関係を結んだ。しかしながら、諸教会・信徒の一致を掲げること、そしてあらゆる人間的な教義は受け入れないこと、を条件にバプテスト教会連合「レッドストーン」へ協力することを決めたものの、1816年にアレグザンダーがバプテスト教会連合の会議で演説した内容（「律法の終焉」、「旧約ではなく新約を重視すべきこと」など）がバプテストの各教会から猛烈な批判を受けたことをきっかけに、1824年には協力関係を解消することを決断する。
ブラッシュラン教会がバプテスト教会連合「レッドストーン」から分離した1824年、トマスとアレグザンダーは今度はマホニング・バプテスト連合の指導者ウォルター・スコットと協力関係を結び、さらには1832年にはバートン・ストーンの信徒グループと合同し、ディサイプルスを結成した。ディサイプルスの誕生前後にかけての一連の運動は現在、「聖書復帰運動」（または「バートン・キャンベル運動」）として知られている。
1840年、アレグザンダーはウエストバージニア州ベサニーにベサニー大学を設立し、初代学長に就任した。